# Pop mania
Pop mania è una compilation, formata da 57 brani suddivisi in tre cd, pubblicata il 20 marzo 2012 per la Universal. La compilation raggiunge la 17ª posizione nella classifica FIMI.

## Tracce

### CD 1
1. Michel Teló - Ai se eu te pego! - 2:45
2. Aloe Blacc - I Need a Dollar - 4:04
3. Fitz and The Tantrums - Money Grabber - 3:09
4. The Black Eyed Peas - The Time (Dirty Bit) - 5:08
5. Jessie J - Price Tag - 3:46
6. Jennifer Lopez - On the Floor - 3:51
7. Lady Gaga - Yoü and I - 5:07
8. Avicii - Levels - 5:37
9. Negrita - Brucerò per te - 3:41
10. Fabri Fibra - Le donne - 4:01
11. David Guetta - When Love Takes Over - 3:10
12. Noemi - Vuoto a perdere - 4:03
13. Marco Mengoni - In un giorno qualunque - 3:45
14. The Asteroids Galaxy Tour - The Golden Age - 3:50
15. Maroon 5 - Moves like Jagger - 3:21
16. Eliza Doolittle - Pack Up - 3:11
17. The Kooks - Junk of the Heart (Happy) - 3:08
18. Hooverphonic - Anger Never Dies - 3:32
19. Kasabian - Days Are Forgotten - 5:02
20. Raf - Un'emozione inaspettata - 3:30

### CD 2
1. Alexandra Stan - 1.000.000 - 3:18
2. Drake feat. Rihanna - Take Care - 4:37
3. Martin Solveig e Dragonette - Big in Japan - 3:06
4. Get Far - This Is How To Feels - 3:50
5. Mike Candys - One Night in Ibiza - 2:49
6. Deekline - Shake the Pressure - 4:10
7. Goodwill & Hook N Sling - Take me Higher - 5:13
8. Liviu Hodor - Sweet Love - 3:44
9. Emil Lassaria - Guantanamera - 3:50
10. Pnau - The Truth - 4:05
11. DJ Antoine - Welcome to St. Tropez - 3:15
12. Sak Noel - Loca People - 3:35
13. Don Omar feat. Lucenzo - Danza kuduro - 3:19
14. Bob Sinclar - F**k With You - 3:12
15. Pitbull - Give Me Everything - 4:16
16. Alexandra Stan - Mr. Saxobeat - 3:15
17. Nu moods - Muciacio - 3:16
18. LMFAO - Party Rock Anthem - 4:08

### CD 3
1. Barry White - You're the First, the Last, My Everything - 3:34
2. Kool & the Gang - Celebration - 3:39
3. The Buggles - Video Killed the Radio Star - 3:25
4. Level 42 - Lessons in Love - 4:00
5. Kim Wilde - You Keep Me Hangin' On - 4:14
6. Robert Palmer - Johnny and Mary - 3:59
7. Black - Wonderful Life - 4:49
8. Nik Kershaw - Wouldn't It Be Good - 4:32
9. Elton John - Your Song - 4:04
10. David Bowie - Space Oddity - 4:33
11. Supertramp - Goodbye Stranger - 5:50
12. Lionel Richie - Space Oddity (singolo) - 4:16
13. Tears for Fears - Shout - 5:42
14. Emilia - Big Big World - 3:22
15. Boyzone - All That I Need - 3:42
16. 4 Non Blondes - What's Up? - 4:16
17. Lighthouse Family - High - 5:13
18. Nelly Furtado - I'm Like a Bird - 4:03
19. Bryan Adams - Please Forgive Me - 5:03

## Classifica italiana
| Classifica | Posizione più alta |
| ---------- | ------------------ |
| Italia     | 17                 |